# Диманис, Сергей Леонидович
Диманис, Сергей Леонидович  (латыш. Sergejs Dīmanis, в некоторых источниках Dīmans, родился 16 июня 1951 года в Риге) — экономист и политик, руководитель фракции "Равноправие" первого избранного на многопартийной основе Верховного Совета Латвийской ССР.

## Биография
Сергей Диманис родился в Риге 16 июня 1951 года в интеллигентной семье.
В 1974 году окончил Латвийский государственный университет; кандидат экономических наук. 
Член КПСС с 1979 года. 
Член ЦК КПЛ с апреля 1990 г. и ЦК КПСС с июля 1990 года. С 1974 года аспирант, с 1977 года преподаватель кафедры политэкономии ЛГУ.
Был одним из инициаторов создания Фонда Рижского гуманитарного института 27 июня 1990 года, учредившего затем один из первых частных вузов Латвии -- Балтийский Русский институт.
В 1990—1992 гг. — депутат Верховного Совета Латвии, председатель фракции «Равноправие». 
Не смог участвовать в выборах в V Cейм в 1993 году, так как в знак протеста по поводу дискриминации трети населения Латвии, лишённой Верховным Советом Латвийской ССР 12-го созыва гражданских прав, присоединился к ним и стал негражданином, оставаясь в этом статусе до 1998 года. 
В 1993—2001 гг. — один из руководителей партии «Равноправие».  После успешных для движения выборов в парламент и местные самоуправления 1993–1994 годов Сейм принял изменения в законе "О выборах", запретившие баллотироваться в выборные органы власти бывшим членам Компартии Латвии, остававшимся в её рядах после января 1991 года.
С 1996 до 2001 г. работал в совете банка «Latvijas Krājbanka», до 2002 г. в Агентстве приватизации.

## Статьи и выступления
ЛАТВИЙСКО–РОССИЙСКИЕ ЭКОНОМИЧЕСКИЕ ОТНОШЕНИЯ: ПРОБЛЕМЫ И РЕШЕНИЯ. Выступление на конференции Балтийского форума  «Латвия и Россия в единой Европе в XXI веке. Кто мы: друзья, враги или партнёры». Июнь 2000 г., Юрмала, Латвия.